# Hakea carinata
Hakea carinata är en tvåhjärtbladig växtart som beskrevs av F. Müll. och Meissn.. Hakea carinata ingår i släktet Hakea och familjen Proteaceae. Inga underarter finns listade i Catalogue of Life.